# Buberos
Buberos é um município da Espanha na província de Sória, comunidade autónoma de Castela e Leão, de área 18,53 km² com população de 43 habitantes (2006) e densidade populacional de 2,32 hab./km².

## Demografia
| Variação demográfica do município entre 1991 e 2004 | Variação demográfica do município entre 1991 e 2004 | Variação demográfica do município entre 1991 e 2004 | Variação demográfica do município entre 1991 e 2004 |
| --------------------------------------------------- | --------------------------------------------------- | --------------------------------------------------- | --------------------------------------------------- |
| 1991                                                | 1996                                                | 2001                                                | 2004                                                |
| 58                                                  | 54                                                  | 47                                                  | 44                                                  |